# Whitehouse, Texas
Whitehouse là một thành phố thuộc quận Smith, tiểu bang Texas, Hoa Kỳ. Năm 2010, dân số của xã này là 7660 người.

## Dân số
- Dân số năm 2000: 5346 người.
- Dân số năm 2010: 7660 người.